# Adam (revistă)

Tilul revistei (număr din 1936)

Adam a fost un periodic cultural orientat pe problematica evreiască, adresat în special cititorilor evrei, înființat de I. Ludo. Primul număr a apărut la 18 mai 1929. Redacția și administrația erau în București, pe strada Ismail nr. 5. Revista Adam și-a încetat apariția în aprilie 1940.
Era o publicație de factură preponderent polemică, sarcastică, oarecum un echivalent al Academiei Cațavencu din zilele noastre. Pe lângă problemele comunității evreiești, periodicul găzduia, totodată, studii critice și eseuri docte pe teme evreiești.
Isac Ludo a condus revista între 1929-1936, timp în care aceasta a fost un important propagator al culturii evreiești din România, dar a și tradus importante opere din literatura idiș europeană precum și literatură română în limba idiș.
Din 1929, Miron Grindea a început să colaboreze la revista Adam, iar din 1936 a devenit coeditor și director al acesteia.
În 1930, revista Adam a publicat un eseu al lui Benjamin Fundoianu despre arta lui Marc Chagall.
În 1937, revista a dedicat un întreg număr poetului Itzik Manger.
Istoricul Barbu Lăzăreanu a publicat Însemnări istoriografice, în revista Adam, nr. 114 (anul X), 14 ianuarie 1938.
În 1939, Marcel Marcian a debutat cu proză în revista Adam.
La revistă au colaborat scriitori de prestigiu ca: Tudor Arghezi, Gala Galaction, Paul Zarifopol, Camil Petrescu, Eugen Lovinescu, Felix Aderca, Mihail Sebastian, Ury Benador, Isac Peltz, Ion Călugăru, Max Blecher, I. Brucăr, Eugen Relgis, Camil Baltazar, Ilarie Voronca, Emil Dorian, pictorul și arhitectul Marcel Iancu ș.a.
Filip Brunea-Fox și Iosif Berman au publicat reportaje ilustrate cu fotografii proprii.
Spre deosebire de perioada de început a revistei, când colaborările cu scriitori neevrei constituiau o parte importantă din agenda culturală a publicației, după 1938 acestea devin doar excepții. Dacă în perioada de glorie a publicației, din vremea redacției lui I. Ludo, ea avea 7000 de abonați, în 1939 revista mai avea doar 3000 de abonați.
În 1939, Miron Grindea a emigrat în Anglia, la Londra, unde, cu sprijinul lui Herbert George Wells, a continuat să publice revista, de la nr. 152, sub denumirea ADAM International Review. Revista, publicată bilingv, (ADAM fiind declarat ca acronim pentru „Arte, Dramă, Arhitectură, Muzică”) și-a încetat definitiv apariția în anul 1988..
Arhiva Adam International Review și biblioteca personală a lui Miron Grindea au fost achiziționate direct de King's College din Londra cu ajutorul diverșilor binefăcători în 1984. Achiziția a fost aranjată de Departamentul de Franceză (datorită unei legături existente cu Grindea) care a sortat arhiva înainte de transferul acesteia la Arhivele Colegiului. Mai multe materiale au fost transferate după moartea lui Grindea în 1995.